# 식육아목
식육아목(食肉亞目, Adephaga)은 딱정벌레목의 곤충 아목이다. 10여개 과에 약 4만여 종의 딱정벌레를 포함하고 있다. 대다수의 종이 딱정벌레과에 속해 있다.

## 하위 분류
- 딱정벌레상과 (Caraboidea)
  - 딱정벌레과 (Carabidae)
  - 등줄벌레과 (Rhysodidae)
  - 어리강변먼지벌레과 (Trachypachidae)
- 물방개상과 (Dytiscoidea)
  - 백두벌레과 (Amphizoidae)
  - 아스피디테스과 (Aspidytidae)
  - 물방개과 (Dytiscidae)
  - 히그로비아과 (Hygrobiidae)
  - 메루과 (Meruidae)
  - 자색물방개과 (Noteridae)
- 물맴이상과 (Gyrinoidea)
  - 물맴이과 (Gyrinidae)
- 물진드기상과 (Haliploidea)
  - 물진드기과 (Haliplidae)

## 같이 보기
- 딱정벌레목의 과 목록